# Ростиславский стан (Рязанский уезд)
Ростиславский стан — административно-территориальное образование в составе Рязанского уезда в XVI—XVIII вв. Занимал территории современных Озёрского и Зарайского районов Московской области.

## Населённые пункты
На территории стана существовали следующие населённые пункты:

### город
- Ростиславль

### села
- Косовое
- Лошатово
- Погорелка
- Потулово
- Сенницы
- Тросна
- Турмелево

### сельца
- Арсеново
- Афанасовское
- Буренки
- Бутиково Старое
- Зименки
- Колбасино
- Крюково
- Ломтево
- Маслово
- Миндюкино

Молодое Чудиново, Болобоново то ж
- Мошеново
- Новое Протекино
- Ожгигузово
- Плоский Брод, Михалево то ж
- Плоское
- Потулово
- Рублево
- Секирино
- Старое Казаново

### деревни
- Акшино
- Бакланово
- Барыбино
- Городище Старое Власово, Бебехово то ж
- Дятлова
- Кунакова
- Пархино
- Пронюхалова
- Радкино
- Руднева
- Скорое, Грибина, Улова
- Солопова
- Шатилово
- Якшино